# Jean-Baptiste de Grécourt

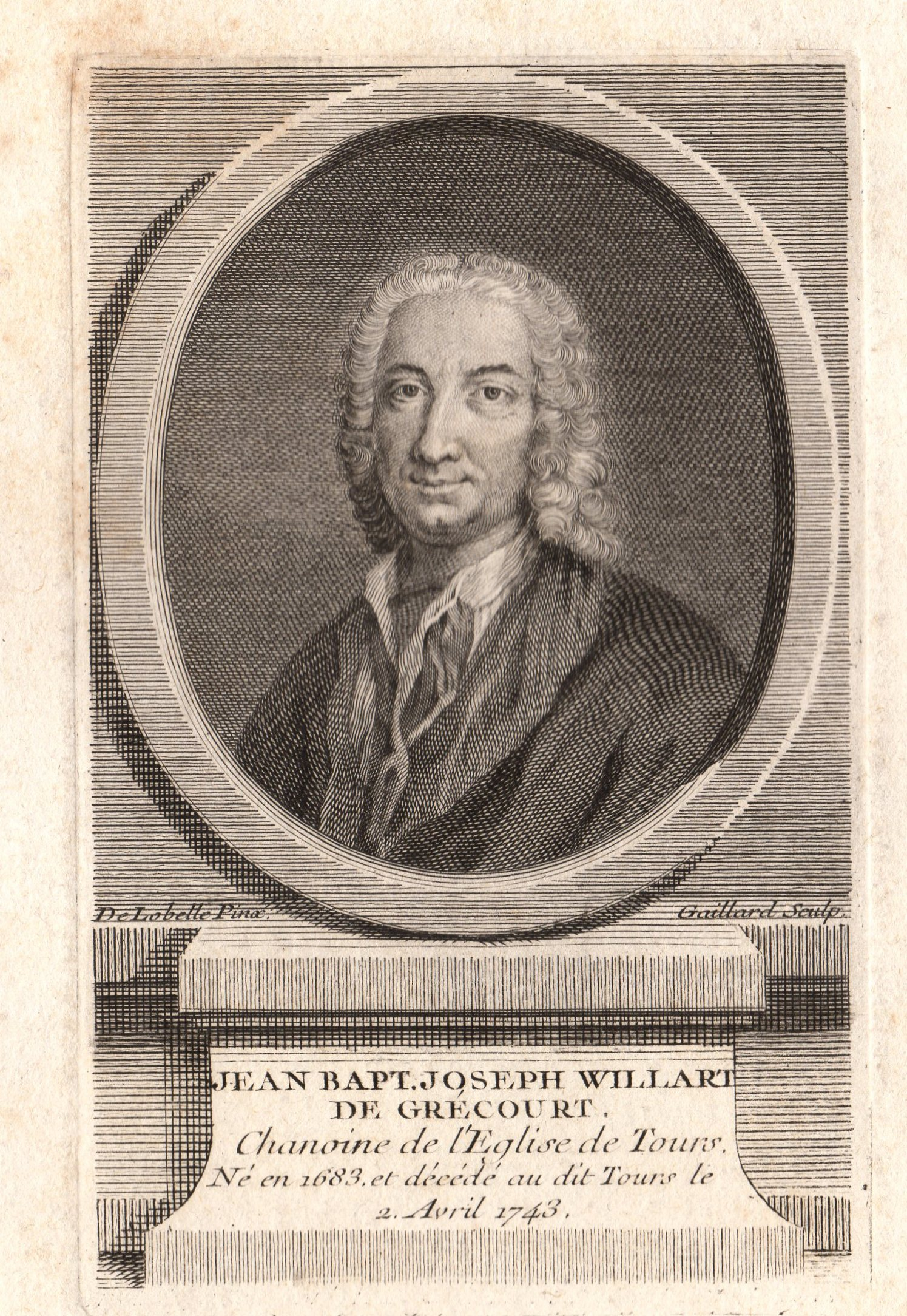
Jean-Baptiste de Grécourt

Jean-Baptiste Joseph Willart de Grécourt (* 1683 in Tours; † 2. April 1743 ebenda) war ein französischer Dichter.

## Leben
Grécourt entstammte einer adligen, aber unvermögenden schottischen Familie. Seine Mutter musste als Postmeisterin in Tours arbeiten, um die Familie finanziell zu unterstützen. Für ihn als den jüngsten Sohn war die geistliche Laufbahn vorgesehen. Unter der Aufsicht seines Onkels, eines Klerikers, studierte er in Paris und wurde auf dessen Betreiben bereits 1697, im Alter von 14 Jahren, Kanoniker an der Basilika Saint-Martin von Tours.
Nach seiner Priesterweihe erlebte Grécourt einen großen Erfolg durch seine Begabung zum Prediger, doch ein Skandal setzte dem ein Ende; er hatte in einer Predigt Anspielungen auf manche Damen der Stadt gemacht. Seine Neigung galt mehr den Vergnügungen und der Poesie. Glanzvolle Stellungen wurden ihm angeboten, die er aber stets zurückwies, wie er z. B. das Angebot John Laws, des französischen Generalkontrolleurs der Finanzen, der ihn bei sich anstellen wollte, mit der Versrede Le Solitaire et la fortune (dt. „Der Einsame und das Glück“) abwies.
Obwohl er immer noch Kanoniker blieb, gab Grécourt das geistliche Leben auf und verbrachte viel Zeit in Paris, wo er mit Marschall Victor-Marie d’Estrées, dem Pair von Frankreich, und anderen jungen Freidenkern Freundschaft schloss. Schließlich ließ er sich ganz in der Hauptstadt nieder, wo er regelmäßig in den freigeistigen und empfindsamen Kreisen der Poésie fugitive verkehrte. Als Epikureer und Frauenliebhaber verfasste er einige unzüchtige Erzählungen und Gedichte, viele von ihnen libertinistisch, unter ihnen Philotanus, ein ausführliches Gedicht gegen die Jesuiten, weiterhin Burlesken, Epistelparodien, Fabeln, Epigramme und Madrigale. Grécourt verzichtete darauf, sie drucken zu lassen, hatte aber nichts gegen ihre freie Verbreitung einzuwenden und las sie auch im ausgewählten Kreis vor.
Grécourt war einer der Hauptautoren des 1735 in nur 62 Exemplaren gedruckten Recueil de poésies choisies rassemblées par un cosmopolite für Louis de Vignerot du Plessis.

## Werk
Grécourts Werk wurde zuerst 1711, dann 1746 in zwei Bänden veröffentlicht und seitdem mehrmals wieder aufgelegt. Als beste gilt die vierbändige Ausgabe von 1746, obwohl sie auch einige Werke enthält, die nicht von Grécourt stammen. Guillaume Apollinaire hat die Ausgabe L’Œuvre badine im Jahr 1913 neu publiziert.
- Philotanus, ou l’Histoire de la constitution Unigenitus (Gedicht, 1720)
- Les Appellants de l’autre monde (1731–1732)
- Les Nouveaux appellants ; ou la Bibliothèque des damnés. Nouvelles de l’autre monde (1732)
- L’Enfer révolté, ou les Nouveaux appellants de l’autre monde, confondus par Lucifer (1732)
- L’Enfer en déroute par la doctrine des jésuites. Nouvelles de l’autre monde (1733)
- Maranzakiniana (1733)
- Recueil de pièces choisies rassemblées par les soins du cosmopolite (1735)
- Histoire véritable et divertissante de la naissance de Mlle Margo, et de ses aventures jusqu’à présent (1735)

| Personendaten    | Personendaten                                                  |
| ---------------- | -------------------------------------------------------------- |
| NAME             | Grécourt, Jean-Baptiste de                                     |
| ALTERNATIVNAMEN  | Grécourt, Jean-Baptiste Joseph Willart de (vollständiger Name) |
| KURZBESCHREIBUNG | französischer Dichter                                          |
| GEBURTSDATUM     | 1683                                                           |
| GEBURTSORT       | Tours                                                          |
| STERBEDATUM      | 2. April 1743                                                  |
| STERBEORT        | Tours                                                          |